# 海纳
海纳（德語：Haina，發音：[ˈhaɪna]），全称修道院之海纳（德語：Haina (Kloster)），是德国黑森州卡塞尔行政区瓦尔代克-弗兰肯贝格县的市镇，总面积91.28平方千米，2023年12月31日总人口为3,315人。